# ポイチョ!
『ポイチョ！』（ポイチョ）は、瀬戸内海放送と愛媛朝日テレビの2局で深夜枠に放送されていた瀬戸内海放送製作の深夜バラエティである。制作局の瀬戸内放送では、2006年1月6日から2007年12月28日まで放送された。

## 番組概要
MCは人気お笑いコンビおぎやはぎと愛媛県出身のグラビアアイドル愛川ゆず季。また、前番組『ばちこい!』から引き続きBachicco!もレギュラー出演した。レギュラー陣が中四国に転がる面白ポイントを探してまわる番組として放送された。2007年4月28日の放送では、深夜の時間帯としては異例の11.6％を記録した。
エイベックス&イーストが制作協力、制作著作は瀬戸内海放送が所有した。
2007年12月28日の放送をもって終了した。後番組は、テレビ朝日制作のクイズバラエティ『爆笑問題の検索ちゃん』となり、長らく放送されていたKSB瀬戸内海放送制作の深夜バラエティ枠は、しばらく作られなかったが、2016年7月1日より、毎月第1金曜深夜に『キテます。BONSAI』を放送する。KSB瀬戸内海放送制作の深夜バラエティ枠は9年ぶりに制作された。

## 出演者
レギュラー出演者
- おぎやはぎ
  - 小木博明
  - 矢作兼
- 愛川ゆず季
- Bachicco!

準レギュラー
- YOGGY(EAST END)
- 谷本安衣（「高給アルバイトニュース」に出演）
- タックル中尾（「高給アルバイトニュース」に出演）
- iLLCHANTi(イルチャンティー)

## 主なコーナー

### 東京ナンパクエスト
我こそナンパ王だという中国四国地方の男（勇者）が、おぎやはぎがモニタリングする中、新宿や原宿などの街へ出て、東京の女の子をナンパする。
コーナーはCGやテロップ、音楽がドラゴンクエストのパッケージになっていて女性に遭遇すると戦闘モードになる。
番組開始時のメイン企画だったが、番組後期には放送されなかった。

### 公式ショップを作ろう
MC陣がオモシロ商品やオモシロ企画を持ち寄り、番組公式ショップの設立を検討するコーナー。
大抵がロクでも無い商品が提案され、しばしば笑いで終わる。
実現したものとしては、岡山県のメイド喫茶とのコラボで行われた「Bachicco!一日メイド喫茶」イベントや、地鶏焼鳥店「串えもん」とのコラボで生まれた「おぎゆずバーガー」などがあった。

### ポイチョ！the交渉人
岡山・香川・愛媛出身で東京でがんばっている人の悩みを、その道のエキスパートが解決するコーナー。
しばしば相談人やエキスパートからとんでもない要求が出された。
いわゆる3流タレントやヴォーカリストなどが出演した。

### エンジェルウィスパー
ある一定のテーマに従ってBachicco!が精一杯の演技でMC陣に語りかける。
審査は、おぎやはぎの2人と愛川ゆず季。
前番組『ばちこい！』の「スイートウィスパー」が前身。

### No.1最強マップツアー
岡山・香川・愛媛のオモシロスポットを回ったり、地元の自称No.1芸人を呼びその技能を見極める
審査は、おぎやはぎの2人と愛川ゆず季にBachicco!も加わる。
地元の名所や、ウクレレ芸人やちくわ笛奏者、ヲタ芸師等が認定された。

### 東京3メガネウォーカー
MC3人がメガネをかけて(うち2人は常用であるが)毎回フレッシュなアイドルと共にその"御眼鏡にかなった"東京のスポットを巡るコーナー。

### ポイチョ!Theホットライン
ポイチョ!が地域住民や番組に何らかの関わりがある人と直接電話をつないでいろんなリクエストに応えるコーナー。
実際にはMCの座(主にゆず季のポジション)を奪おうとするリクエストなど無茶な要望が多かった。

### 高給アルバイトニュース
番組制作部に任命されたスタッフが、忘年会の資金を稼ぐため、中四国にアルバイトに出かける。
取り上げられるアルバイトは高給と思われる職業で、その職業のノウハウなどが、クイズとして出題され、
モニタリングしているMCが答える。スナック、漁師、とび職などにチャレンジした。

### Weekly Bachicco! Topics
Bachicco!のライブやイベントのレポートや本番組撮影時の裏映像などが放送された。
また、Bachicco!の活動状況を伝えるため、番組1回分の時間を費やしたスペシャル編成で放送されることもあった。
- ライブスペシャル（ライブハウスや学園祭も）
- イベントスペシャル（一日店員など）
- スカウトスペシャル
- オーディションスペシャル

など

## スポンサー（KSB）
- 讃美館
- NTTドコモ四国
- サンライフ
- トヨタカローラ香川（2007年2月 - 3月）※これが縁でBachiccoメインのミニ番組『オレンジドライブ』が2007年10月から放送された。

## 放送時間・ネット局
- KSB瀬戸内海放送 毎週金曜深夜24:15 - 24:45（再放送　毎週月曜深夜25:40 - 26:10）
- eat愛媛朝日テレビ 毎週土曜深夜25:30 - 26:00 (2007年10月 - )

## 番組制作スタッフ
- 構成：酒井健作、沢田タケシ、小林昌弘
- 技術：Zeta（ゼータ）
- 編集・MA：ヌーベルバーグ
- AP：安西誠治、今井真木子、妹尾圭介
- ディレクター：双津大地郎、柴田琢朗
- プロデューサー・演出：柴田裕正
- プロデューサー：鶴川信一郎、川合紳二郎
- 制作：avex&EAST

## 番組出演スタッフ
- キャロット鶴川（プロデューサー）
- ジャスティー圭介（AP）
- 安西（AP）
- セイラ・オオヌキ（AD）
- ブライト・クルシマ（AD）